# Andrew Ilie
Andrew Ilie (n. 18 de abril de 1976 en Bucarest, Rumania) es un exjugador de tenis que representó a Australia. Logró dos títulos de sencillos en su carrera y alcanzó el puesto Nº38 del ranking mundial. Representó a Australia en Copa Davis con un récord de 0-2 en singles.
A pesar de sus modestos logros como jugador, Ilie generó una gran cantidad de seguidores sobre todo en el Abierto de Australia, gracias a su juego aventurado y buscando espectacularidad y su frecuente costumbre de desgarrarse la remera cada vez que ganaba un partido intenso.

## Títulos (2; 2+0)

### Individuales (2)
| Leyenda                |
| Grand Slam (0)         |
| Tennis Masters Cup (0) |
| ATP Masters Series (0) |
| ATP Tour (2)           |

| N.º | Fecha               | Torneo        | Superficie    | Oponente en la final | Resultado |
| --- | ------------------- | ------------- | ------------- | -------------------- | --------- |
| 1.  | 10 de mayo de 1998  | Coral Springs | Tierra batida | Davide Sanguinetti   | 7-5 6-4   |
| 2.  | 16 de abril de 2000 | Atlanta       | Tierra batida | Jason Stoltenberg    | 6-3 7-5   |

### Finalista en individuales (1)
- 2000: Sankt Pölten (pierde ante Andrei Pavel)